# Rogacionistas do Coração de Jesus
A Congregação dos Rogacionistas do Coração de Jesus (em italiano: Rogazionisti del Cuore di Gesù; em latim: Congregatio Rogationistarum a Corde Iesu; abreviado RCJ) é uma congregação religiosa de padres e irmãos fundada por Santo Aníbal Maria di Francia (1851–1927) em 16 de maio de 1897. A palavra rogacionista vem do latim rogate, que significa "rezar".
Os Rogacionistas foram fundados na Itália por Santo Aníbal Maria di Francia (1851-1927) em 1897 e o Arcebispo Angelo Paino de Messina aprovou a congregação em nível diocesano em 6 de agosto de 1926; receberam o decreto de louvor em 15 de fevereiro de 1958. Inclui padres e irmãos leigos.
A espiritualidade da ordem religiosa é baseada na palavra de Jesus: “A colheita é grande, mas poucos são os trabalhadores. Portanto, peça ao Senhor da Colheita que envie trabalhadores para a sua colheita.” (Mt 9.37-38 e Lc 10.2) centralizados. Como o nome da comunidade indica, a veneração do Sagrado Coração também desempenha um papel importante.
Atualmente, a Ordem tem escritórios em: Albânia, Itália, Polônia, Espanha, Argentina, Brasil, Paraguai, Estados Unidos, Ruanda, Camarões, Coreia do Sul, Índia e Filipinas.

## Supervisor Geral
1. Gaetano Ciranni (1974-1986)
2. Pietro Cifuni (1986-1998)
3. Giorgio Nalin (25 de julho de 1998 - 2 de agosto de 2010)
4. Ângelo Ademir Mezzari (2 de agosto de 2010 - 21 de julho de 2016)
5. Bruno Rampazzo (desde 21 de julho de 2016)